# Краснопілка (Новоукраїнський район)

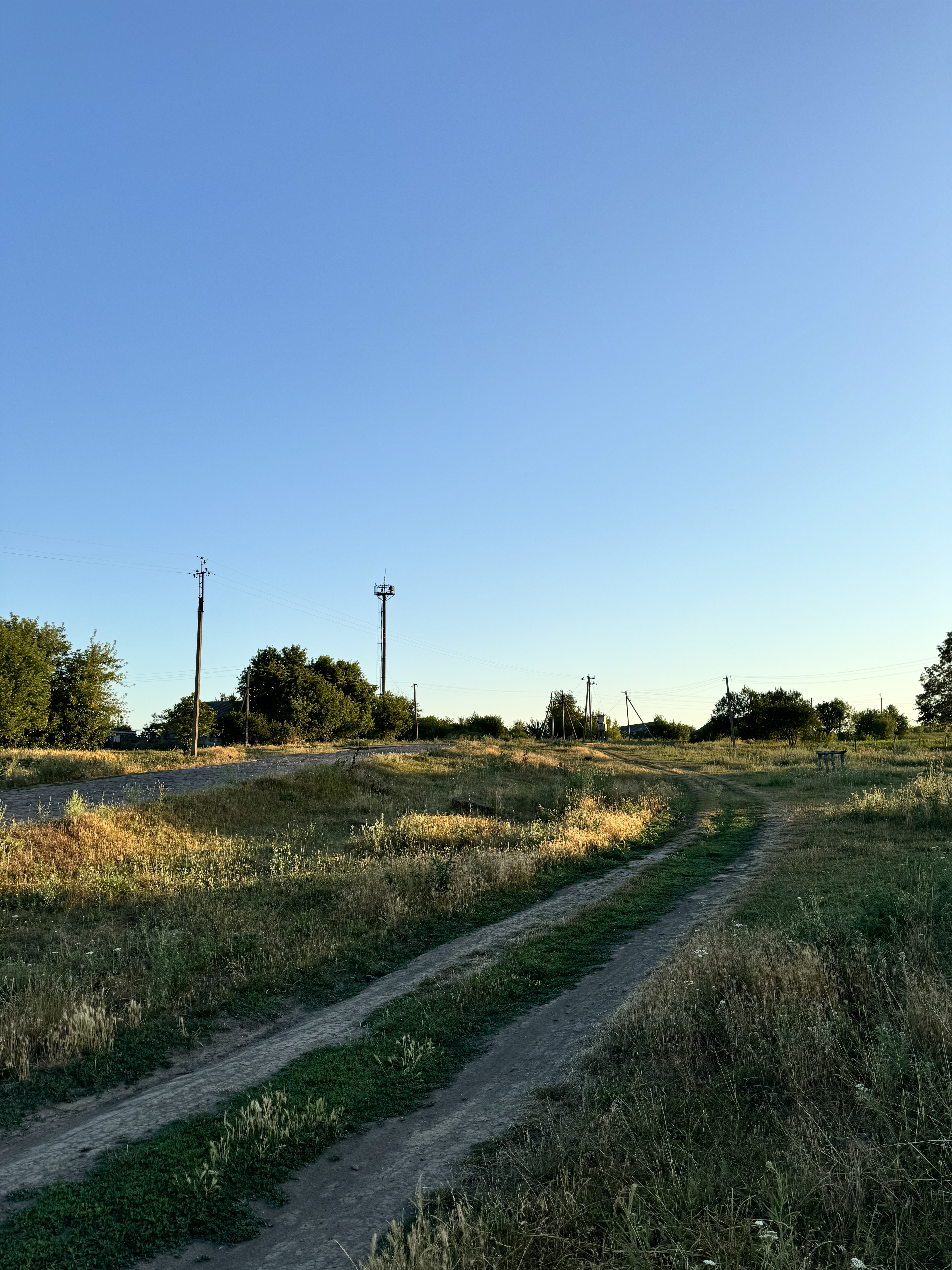

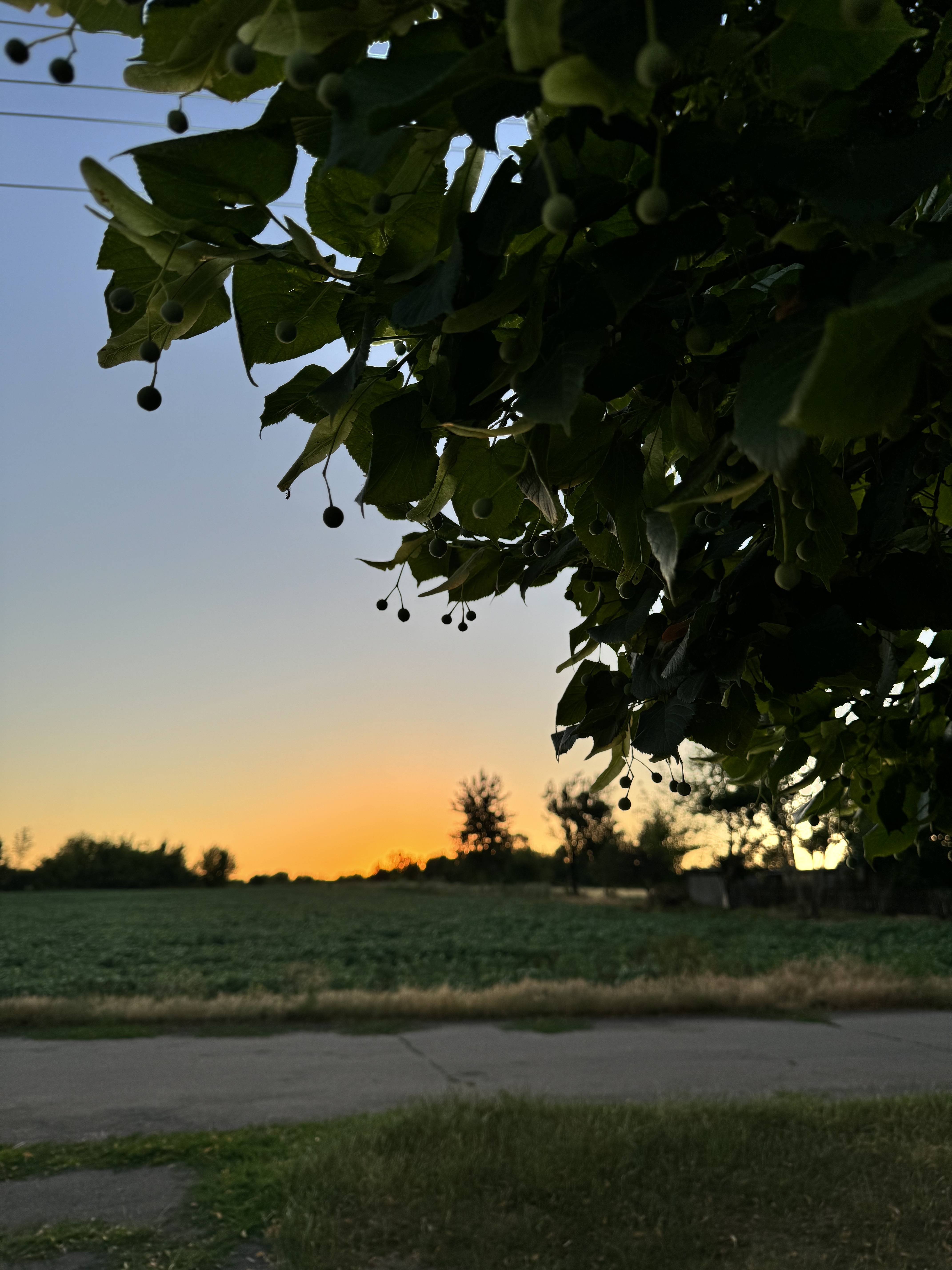

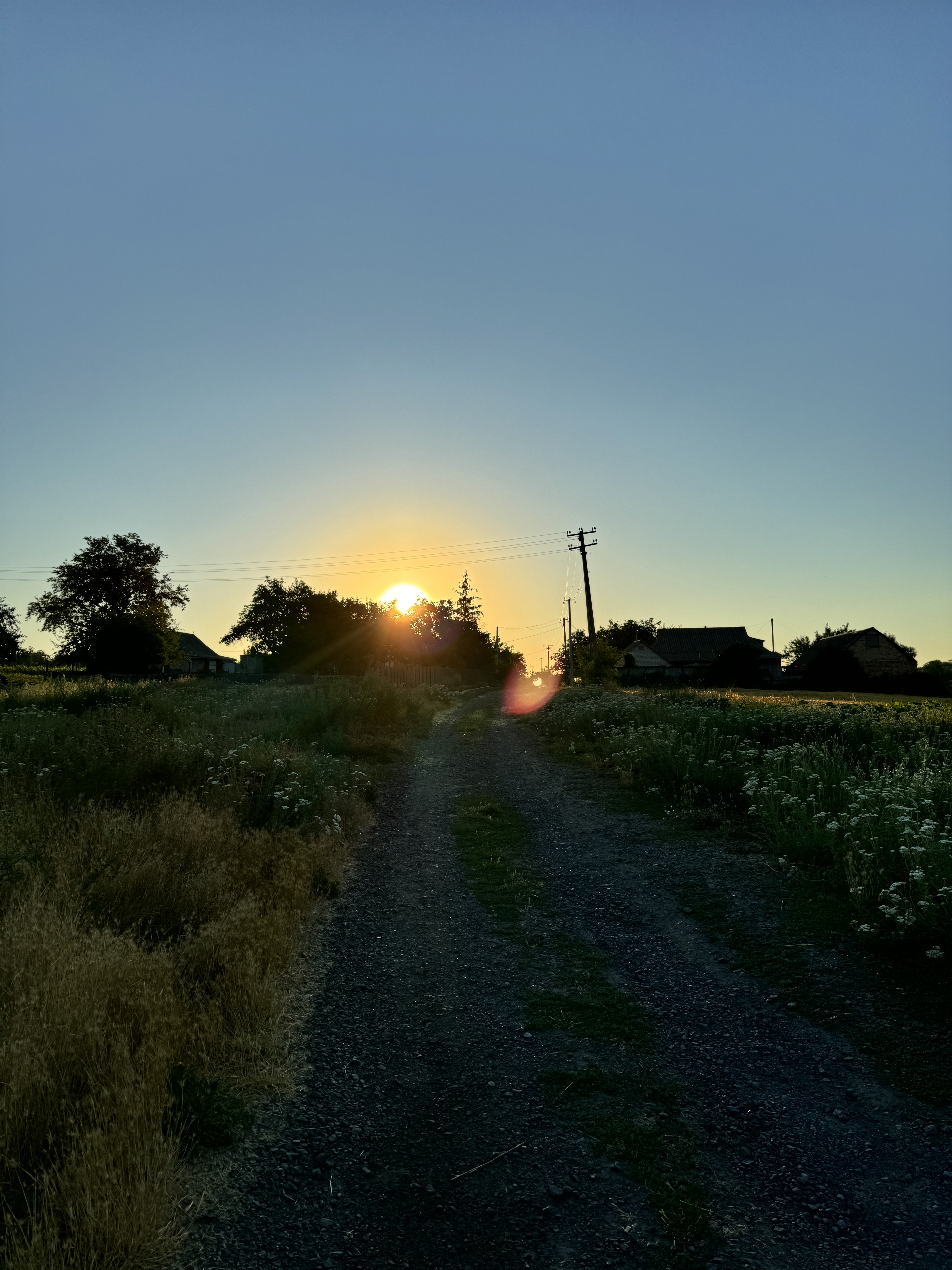

Краснопі́лка — село в Україні, у Маловисківській територіальній громаді Новоукраїнського району Кіровоградської області. Населення становить 300 осіб.
Поблизу розташовано ландшафтний заказник Краснопільська балка.

## Історія
22 лютого 1920 року через Юріївку, що тепер є частиною Краснопілки, під час Зимового походу проходив Кінний полк Чорних Запорожців Армії УНР.

## Населення
Згідно з переписом УРСР 1989 року чисельність наявного населення села становила 514 осіб, з яких 224 чоловіки та 290 жінок.
За переписом населення України 2001 року в селі мешкали 474 особи.

### Мова
Розподіл населення за рідною мовою за даними перепису 2001 року:

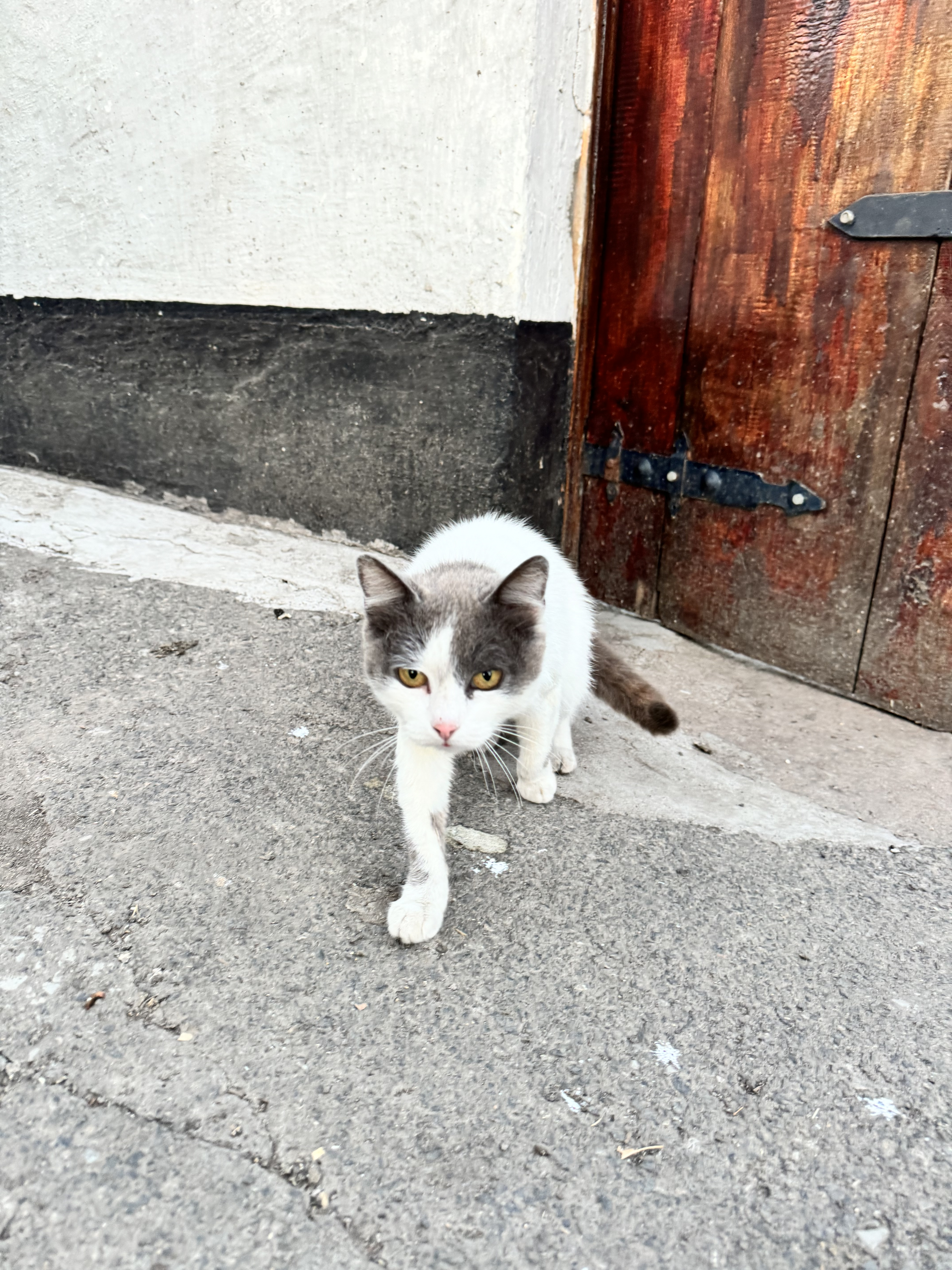

| Мова       | Відсоток |
| ---------- | -------- |
| українська | 97,23 %  |
| російська  | 1,71 %   |
| молдовська | 1,07 %   |